# Antoine-François de Portugal
Antoine-François de Portugal est un prince portugais né le 15 mars 1695 à Lisbonne et mort le 20 octobre 1757 au même lieu.

## Biographie
Fils du roi Pierre II de Portugal et de sa seconde épouse Marie-Sophie de Neubourg.
Il meurt célibataire et sans enfants et est enterré dans le panthéon royal de la dynastie de Bragance, à Lisbonne.

## Sources
- Nizza da Silva, Maria Beatriz (2009). Reis de Portugal: D. João V (in Portuguese). Lisbon: Temas & Debates.
- Généalogie des rois et des princes de Jean-Charles Volkmann Edit. Jean-Paul Gisserot (1998)